# ジョー・チッカレリ
ジョー・チッカレリ (Joe Chiccarelli) は、アメリカの音楽プロデューサー、ミキシング・エンジニア。1970年代から活動しており、スタン・リッジウェイ、オインゴ・ボインゴ、サンドラ・バーンハード、マイ・モーニング・ジャケット、カウンティング・クロウズ、ザ・シンズ、オーギー・マーチ、マンチェスター・オーケストラ、マイナス・ザ・ベアー、カート・エリングなどのプロデュースを手がけてきた。また、フランク・ザッパのアルバム『シーク・ヤブーティ』（1979年）、『ジョーのガレージ第1, 2, 3集』（1979年）、『ティンゼル・タウン・リベリオン』（1981年）、『黙ってギターを弾いてくれ』（1981年）でエンジニアを務めている。日本人では松任谷由実のエンジニアを手掛けている。

## 経歴
ジョー・チッカレリはトーリ・エイモスの発掘と、トーリのバンドY Kant Tori Readのレーベル契約で知られているが、本人はヒットクォーターズとのインタビューの中で「それは事実ではなく、トーリは私が関わりを持つ以前にアトランティック・レコードとの契約にサインしていた」と否定している。
2003年に発表されたカフェ・タクーバのアルバム『Cuatro Caminos』ではエンジニアとミキシングを担当し、同アルバムでチッカレリはバンドと共にグラミー賞最優秀ラテン・ロック／オルタナティヴ・アルバム賞を受賞した。また、ザ・ホワイト・ストライプスのアルバム『イッキー・サンプ』（2007年）でもエンジニアとミキシングを担当し、同アルバムでバンドと共にグラミー賞最優秀オルタナティヴ・ミュージック・アルバム賞を受賞。
2008年にはチッカレリがエンジニアを務めたザ・ラカンターズのアルバム『コンソーラーズ・オブ・ザ・ロンリー』が発売され、同作でグラミー賞最優秀エンジニア・アルバム賞（ノン・クラシカル部門）を受賞。また、ケンタッキー州ルイビル出身のロック・バンドマイ・モーニング・ジャケットのアルバム『イーヴィル・アージズ』、ポートランド出身のロック・バンドカステラのアルバム『ハウ・ディッド・ウィ・ゲット・ヒア』、オーストラリア出身のバンドオーギー・マーチのアルバム『ウォッチ・ミー・ディサピア』のプロデュースを手がけている。
2011年には、チッカレリがプロデュースを手がけたザ・ストロークスの4枚目のアルバム『アングルズ』が発売された。また、アラニス・モリセットのアルバム『ハヴィック・アンド・ブライト・ライツ』（2012年）ではプロデュースに加えてドラム・プログラミングやキーボード演奏でも貢献。2014年にはモリッシーのアルバム『ワールド・ピース・イズ・ノン・オブ・ユア・ビジネス〜世界平和など貴様の知ったことじゃない』をプロデュースしている。